# Повзик білобровий
Повзик білобровий (Sitta victoriae) — вид горобцеподібних птахів родини повзикових (Sittidae).

## Поширення
Ендемік М'янми. Поширений лише у південній частині гір Чин на заході країни. Вид перебуває під загрозою зникнення. Він відомий лише з району гори Вікторія (Нат Ма Тунг), де ліс на висотах до 2000 м майже повністю знищений, а середовище існування від 2000 до 2500 м сильно погіршено. Популяція у декілька тисяч птахів зменшується і ніяких заходів щодо збереження не впроваджено.

## Опис
Дрібний птах. Верхня частина тіла блакитно-сіра. Горло та груди білі. Черево помаранчево-коричневе. Птах має білі лоб і брови та чорну смужку, що проходить від очей до плечей, де потовщується. Щоки білі, як горло, але тильна сторона щоки помаранчева.